# Aschau am Inn
Aschau am Inn – miejscowość i gmina w Niemczech, w kraju związkowym Bawaria, w rejencji Górna Bawaria, w regionie Südostoberbayern, w powiecie Mühldorf am Inn. Leży około 15 km na południowy zachód od Mühldorf am Inn, nad Innem.

## Demografia
Dane o ludności z 31 grudnia 2008:
| Opis                                | Ogółem | Ogółem | Kobiety | Kobiety | Mężczyźni | Mężczyźni |
| ----------------------------------- | ------ | ------ | ------- | ------- | --------- | --------- |
| Jednostka                           | osób   | %      | osób    | %       | osób      | %         |
| Populacja                           | 2816   | 100    | 1449    | 51,46   | 1367      | 48,54     |
| Wiek przedprodukcyjny (0–17 lat)    | 519    | 18,43  | 270     | 9,59    | 249       | 8,84      |
| Wiek produkcyjny (18–65 lat)        | 1718   | 61,01  | 868     | 30,82   | 850       | 30,18     |
| Wiek poprodukcyjny (powyżej 65 lat) | 579    | 20,56  | 311     | 11,04   | 268       | 9,52      |

## Polityka
Wójtem gminy jest Alois Salzeder z AWG, wcześniej urząd ten obejmował Josef Huber, rada gminy składa się z 14 osób.
|      | CSU | SPD | AWG | Razem |
| 2008 | 5   | 3   | 6   | 14    |
| 2002 | 7   | 3   | 4   | 14    |